# Društveno veleučilište u Zagrebu
Društveno veleučilište u Zagrebu (lat. Academia Zagrabiensis) bilo je javno visoko učilište osnovano 27. svibnja 1998. godine. Veleučilište je nastalo izdvajanjem stručnih studija sa Sveučilišta u Zagrebu. Ponovno je pripojeno Sveučilištu u Zagrebu Uredbom Vlade Republike Hrvatske 2011. godine, a zatim kao pravna osoba prestala postojati.

## Povijest
Veleučilište ima svoje korijene u Visokoj upravnoj školi (1956. – 1968.) i Višoj upravnoj školi (1957. – 1983.), koje su obje pripojene Pravnom fakultetu u Zagrebu, gdje se upravni studij izvodio do 1998. godine. Viši trenerski studij opstojao je pri Visokoj školi za fizičku kulturu, od 1973. Fakultetu za fizičku kulturu, a od 1998. se također izvodi na Veleučilištu.

## Veleučilišni studiji
Veleučilištarke i veleučilištarci završetkom studija stječu naziv stručnih prvostupnika.
- Stručni studij javne uprave
- Stručni porezni studij
- Stručni studij za izobrazbu športskih trenera
- Specijalistički diplomski stručni studiji (najavljivan uvođenjem Bolonjskog procesa u RH, no još nije oformljen)

## Čelnici veleučilišta
Prvi rektor je bio Željko Pavić (1998. – 2002.), drugi Dragan Milanović, a treći, Ivan Koprić obnašao je dužnost dekana do pripajanja 2011.

## Ustroj
Veleučilište je ustrojeno po odjelima kao ustrojbenim jedinicama, suvremenim pristupom ustroja visokoškolskih ustanova.

Danas opstoje sljedeći veleučilišni odjeli:
- Upravni odjel,
- Porezni odjel,
- Odjel za izobrazbu trenera.

## Vanjske poveznice
- Statut Društvenog veleučilišta u Zagrebu od 13. lipnja 2005.  Arhivirana inačica izvorne stranice od 22. ožujka 2010. (Wayback Machine)